# Frank McGee
Pour les articles homonymes, voir McGee.
Temple de la renommée : 1945
Francis Clarence McGee (né le 4 novembre 1882 à Ottawa en Ontario au Canada — mort le 16 septembre 1916 à Courcelette en France) est un joueur de hockey sur glace du début du XXe siècle. Membre du temple de la renommée du hockey, il est connu pour avoir inscrit le chiffre record de 14 buts lors d'un match de la finale de la Coupe Stanley contre les Nuggets de Dawson City. Il meurt en 1916 lors de la Première Guerre mondiale.

## Biographie

### Son enfance et ses premières années
La famille McGee est une famille connue du Canada : l'oncle de Frank McGee, Thomas D'Arcy McGee, est journaliste et père de la Confédération qui émigre au Canada en 1842 avant d'être assassiné en 1868. Entre-temps, le frère de D'Arcy McGee, John Joseph, émigre à son tour d'Irlande en 1863. Il devient greffier du Conseil privé du Canada avant de se marier avec Elizabeth Crotty en 1871. Ensembles, ils ont trois filles et six garçons : Thomas D'Arcy, James Aloysius (également joueur de hockey), John, Walter, Charles, Katharine, Mary, Lillian et Francis Clarence,.
Francis Clarence naît le 4 novembre 1882 dans la ville d'Ottawa en Ontario. Après ses études, il travaille pour le gouvernement au sein du ministère des Affaires indiennes tout en étant passionné de sports. Il joue ainsi au football, à la crosse et est également doué pour le hockey sur glace. En tant que half back de l'équipe d'Ottawa, il remporte le titre de champion du Dominion en 1897-1898.
En 1899, il fait ses débuts au sein des Seconds d'Ottawa, une équipe junior faisant partie de la Ligue canadienne de hockey amateur. Lors des deux années suivantes, il joue avec les Aberdeens dans la Ottawa City Junior Hockey League. Au cours de l'hiver de 1900, il joue un match de gala avec l'équipe du Chemin de fer Canadien Pacifique afin de lever des fonds pour la guerre des Boers ; il perd la vision de son œil gauche à la suite d'un coup qu'il reçoit. Il décide alors mettre un terme à sa carrière pour devenir arbitre mais le jeu lui manquant trop, il rechausse les patins en 1903.

### Les Sénateurs d'Ottawa
Ainsi, il fait son retour au jeu le 17 janvier avec les Sénateurs d'Ottawa contre l'Association athlétique amateur de Montréal dont les Winged Wheelmen détiennent la Coupe Stanley depuis le mois de mars 1902. McGee joue au centre et aide son équipe à remporter le match sur le score de 7-1 en inscrivant deux des filets des siens,. Trois semaines plus tard, devant Lord Minto le gouverneur général du Canada, il inscrit cinq buts lors d'une victoire 7-6 contre les Victorias de Montréal. Deux équipes sont à égalité en tête à la fin de la saison 1903 : le club de hockey d'Ottawa et ces mêmes Victorias de Montréal. McGee finit deuxième pointeur de la saison avec 14 buts en 6 matchs contre 22 buts en 7 matchs pour Russell Bowie, joueur des Victorias. 
Pour déterminer le champion, une série de deux matchs est alors jouée, le premier joué le 7 mars se solde par un score nul de parité 1-1. Au cours de la rencontre, McGee est frappée deux fois à la tête par Bert Strachan. Le second match a lieu le 10 mars dans la patinoire d'Ottawa et devant 3 000 spectateurs, les locaux s'imposent sur le score de 8-0 avec cinq buts pour les frères Gilmour, Dave, Billy et Suddy, et trois buts pour McGee,.
Deux jours plus tard, les nouveaux champions sont défiés par les Thistles de Rat Portage de la Manitoba & Northwestern Hockey Association mais les deux matchs tournent facilement à l'avantage des joueurs de l'Ontario avec des victoires 6-2 et 4-2, deux buts étant inscrits à chaque fois par McGee. La direction du club d'Ottawa offre alors à chaque joueur de l'équipe une pépite d'argent comme récompense ; l'équipe est ensuite surnommée les Silver Seven d'Ottawa. Ils défendent leur Coupe Stanley début janvier 1904 contre le club d'aviron de Winnipeg, le Winnipeg Rowing Club. Les champions en titre conservent leur trophée même s'ils se font peur en concédant une défaite lors du deuxième match 6-2. Fin janvier 1904, les équipes d'Ottawa et des Victorias arrivent en retard lors de plusieurs matchs. Les deux clubs sont sanctionnés par le président de la ligue, Harry Trihey, qui demande qu'un match entre les deux équipes soit rejoué. Ottawa accepte mais uniquement à condition que le nouveau match ait lieu en fin de saison, si le classement final de la LCHA peut dépendre de cette rencontre. Les autres équipes refusent la réponse d'Ottawa qui décide en conséquence de quitter la LCHA pour rejoindre la nouvelle Ligue fédérale de hockey amateur.
En décembre 1904, les Nuggets de Dawson City, petite ville du nord-ouest du Canada lancent un défi aux Silver Seven pour la Coupe Stanley. Après avoir traversé tout le Canada, les Nuggets rejoignent Ottawa en janvier et avec seulement un repos de deux jours, ils sont opposés aux champions en titre. Lors du premier match, les Nuggets font un début honorable, ne perdant que 3-1 à la mi-match mais leur énergie baisse de plus en plus au fur et à mesure que le temps passe et Ottawa s'impose finalement 9-1,. À l'issue du match, Norman Watt fait l'erreur de critiquer McGee qui n'a marqué qu'un « seul » but sur les neuf de son équipe.
Vexé, McGee inscrit 4 buts lors de la première moitié du second match puis un record de dix de plus lors de la seconde moitié pour la victoire 23-2 d'Ottawa. Il marque huit buts consécutifs en huit minutes et vingt secondes et parmi ces huit buts, quatre en 140 secondes. Albert Forest, le gardien des Nuggets, est selon la presse le seul joueur de l'équipe à sortir du lot en réalisant de nombreux arrêts décisifs, les journaux de l'époque affirmant même que sans lui le score aurait fini au double.

## Statistiques
| Saison    | Équipe                  | Ligue         |    | Saison régulière | Saison régulière | Saison régulière | Saison régulière | Saison régulière |    | Séries éliminatoires | Séries éliminatoires | Séries éliminatoires | Séries éliminatoires | Séries éliminatoires |
| Saison    | Équipe                  | Ligue         | PJ | B                | A                | Pts              | Pun              | PJ               | B  | A                    | Pts                  | Pun                  |                      |                      |
| 1899-1900 | Seconds d'Ottawa        | LCHA I.       |    |                  |                  |                  |                  |                  |    |                      |                      |                      |                      |                      |
| 1900-1901 | Aberdeens d'Ottawa      | OCJHL         |    |                  |                  |                  |                  |                  |    |                      |                      |                      |                      |                      |
| 1901-1902 | Aberdeens d'Ottawa      | LCHA I.       |    |                  |                  |                  |                  |                  |    |                      |                      |                      |                      |                      |
| 1903      | Club de hockey d'Ottawa | LCHA          | 6  | 14               | —                | —                | 9                | 2                | 3  | —                    | —                    | —                    |                      |                      |
| 1903      | Club de hockey d'Ottawa | Coupe Stanley |    |                  |                  |                  |                  | 2                | 4  | —                    | —                    | —                    |                      |                      |
| 1904      | Club de hockey d'Ottawa | LCHA          | 4  | 12               | —                | —                | 9                |                  |    |                      |                      |                      |                      |                      |
| 1904      | Club de hockey d'Ottawa | Coupe Stanley |    |                  |                  |                  |                  | 8                | 21 | —                    | —                    | —                    |                      |                      |
| 1905      | Club de hockey d'Ottawa | LFHA          | 6  | 17               | —                | —                | 14               |                  |    |                      |                      |                      |                      |                      |
| 1905      | Club de hockey d'Ottawa | Coupe Stanley |    |                  |                  |                  |                  | 4                | 18 | —                    | —                    | —                    |                      |                      |
| 1906      | Club de hockey d'Ottawa | ECAHA         | 7  | 28               | —                | —                | 18               |                  |    |                      |                      |                      |                      |                      |
| 1906      | Club de hockey d'Ottawa | Coupe Stanley |    |                  |                  |                  |                  | 6                | 17 | —                    | —                    | —                    |                      |                      |

## Trophées et honneurs personnels
| Dates                                  | Champion                       | Finaliste                         | Résultat                                          |
| -------------------------------------- | ------------------------------ | --------------------------------- | ------------------------------------------------- |
| 10 mars 1903                           | Club de hockey d'Ottawa (LCHA) | Victorias de Montréal (LCHA)      | 9 buts à 1 sur deux matchs en finale de la saison |
| 12 et 14 mars 1903                     | Club de hockey d'Ottawa (LCHA) | Thistles de Rat Portage (MNWHA)   | 2 matchs à 0                                      |
| 30 décembre 1903 1er et 4 janvier 1904 | Silver Seven d'Ottawa (LCHA)   | Winnipeg Rowing Club (MHA)        | 2 matchs à 1                                      |
| 23 et 25 février 1904                  | Silver Seven d'Ottawa (LCHA)   | Marlboros de Toronto (AHO)        | 2 matchs à 0                                      |
| 2 mars 1904                            | Silver Seven d'Ottawa (LCHA)   | Wanderers de Montréal (LFAH)      | Montréal est disqualifié par les administrateurs  |
| 9 et 11 mars 1904                      | Silver Seven d'Ottawa (LCHA)   | Club de hockey de Brandon (MNWHA) | 2 matchs à 0                                      |
| 13 et 16 janvier 1905                  | Silver Seven d'Ottawa (LFAH)   | Nuggets de Dawson City            | 2 matchs à 0                                      |
| 3 mars 1905                            | Silver Seven d'Ottawa (LFAH)   | Champions de la saison            | Champions de la saison                            |
| 7, 9 et 11 mars 1905                   | Silver Seven d'Ottawa (LFAH)   | Thistles de Rat Portage           | 2 matchs à 1                                      |
| 27 et 28 février 1906                  | Silver Seven d'Ottawa (ECAHA)  | Université Queen's (AHO)          | 2 matchs à 0                                      |
| 6 et 8 mars 1906                       | Silver Seven d'Ottawa (ECAHA)  | Smiths Falls (LFAH)               | 2 matchs à 0                                      |